# Duldung (Recht)
Die Duldung ist in der Rechtswissenschaft das Unterlassen von Widerspruch oder Widerstand, das zur völligen Hinnahme fremder Handlungen führt.

## Verhältnis von Unterlassen und Duldung
In der Rechtswissenschaft besteht ein Meinungsstreit darüber, wie Duldung und Unterlassung miteinander zusammenhängen.

### Herrschende Meinung
Die herrschende Meinung geht davon aus, dass die Duldung ein Unterfall des Unterlassens sei.

### Gegenmeinung
Die Gegenmeinung argumentiert hingegen, dass sich die Unterlassung normalerweise im Nichthandeln erschöpfe, während die Duldung (das Dulden) ein spezielles Nichtstun sei, das durch absolute Passivität gegenüber solchen fremden Handlungen gekennzeichnet sei, gegen die an sich Widerstand naheliege. Bei der Duldung müsse jemand sich „alles gefallen lassen“. Duldung und Unterlassung unterscheiden sich darin, ob die Verpflichtung des Schuldners in Zusammenhang mit einer Berechtigung des Gläubigers zum Handeln steht oder nicht. Die Duldung sei demnach als eigene Verhaltensform eine Nichtbehinderung der Vornahme einer fremden Handlung, die auch in der Hinnahme eines Eingriffs in den eigenen Rechtskreis bestehen kann.

## Duldungspflicht
Sämtliche Nutzungsrechte verlangen nach der Duldungstheorie eine Duldung der Nutzung durch den Nutzungsberechtigten. Die Duldungstheorie geht von der Unteilbarkeit des Eigentums aus, so dass die Nutzungsrechte stets in einem Konflikt mit dem Verfügungsrecht des Eigentümers stehen. Um diesen Konflikt zu entschärfen, ist die Duldungspflicht des Eigentümers entstanden.
Eine zivilrechtliche Duldungspflicht besteht darin, dass ein Rechtssubjekt gesetzlich verpflichtet sein kann, bestimmte fremde Aktivitäten hinzunehmen. Duldungspflichten spielen vor allem dort eine Rolle, wo jemand die Nutzung einer Sache oder eines Rechts vertraglich anderen überlässt, aber selbst weiterhin das Vermögensrisiko trägt. So hat nach § 555a BGB der Mieter sämtliche Maßnahmen zu dulden, die zur Instandhaltung oder Instandsetzung der Mietsache erforderlich sind, was gemäß § 555d BGB auch für Modernisierungsmaßnahmen gilt. Eine ähnliche Regelung findet sich in § 588 BGB für den Pächter. Beim Überbau über die Grundstücksgrenze hinaus hat der Nachbar den Überbau gemäß § 912 Abs. 1 BGB zu dulden, es sei denn, dass er vor oder sofort nach der Grenzüberschreitung Widerspruch erhoben hat. Das Notwegerecht sieht in § 917 BGB vor, dass die Nachbarn bis zur Behebung der fehlenden Verbindung mit einem öffentlichen Weg die Benutzung ihrer Grundstücke zur Herstellung der erforderlichen Verbindung zu dulden haben.
Bei allen Dauerschuldverhältnissen wie Miete, Leihe, Pacht oder Leasing überlässt der Eigentümer dem Besitzer (Mieter, Entleiher, Pächter oder Leasingnehmer) den Gegenstand ausdrücklich zur Nutzung und hat deshalb die vertragsgemäße Nutzung durch den Besitzer zu dulden. Jede andere Nutzung ist eine Zweckentfremdung, die beispielsweise der Vermieter nicht zu dulden braucht und gegebenenfalls auch nach gesetzlichen Vorschriften (Zweckentfremdungsverbot) nicht dulden darf. Das gilt auch für Dienstbarkeiten (Nießbrauch, beschränkte persönliche Dienstbarkeit und Grunddienstbarkeit), die mit einem Nutzungsrecht verbunden sind, so dass den mit ihnen belastete Eigentümer ein Dulden oder Unterlassen trifft (§§ 1018, § 1030, § 1044 und  § 1090 BGB), vor allem bei Wegerechten. Die zuständige Behörde kann gemäß § 93 Wasserhaushaltsgesetz die Eigentümer und Nutzungsberechtigte von Grundstücken und oberirdischen Gewässern verpflichten, die Durchleitung von Wasser und Abwasser sowie die Errichtung und Unterhaltung der dazu dienenden Anlagen zu dulden. Ähnliche Vorschriften bestehen für andere Leitungsrechte.

## Duldung im Strafrecht
Das Strafrecht unterscheidet deutlich zwischen Handlung, Duldung oder Unterlassung. So beinhaltet der Tatbestand der Nötigung nach § 240 Abs. 1 StGB die Drohung mit einem empfindlichen Übel, um jemand zu einer Handlung, Duldung oder Unterlassung zu zwingen. Gleiches gilt für die Erpressung (§ 253 StGB). Die Entstehungsgeschichte des § 255 StGB weist darauf hin, dass mit dem Wort „Duldung“ in den §§ 240, 253 StGB die Wirkung der  willensbrechenden Gewalt (lateinisch vis absoluta) umschrieben werden sollte. Zwar enthält § 255 StGB das Wort „Duldung“ nicht, doch geht es um die erzwungene Duldung der Wegnahme von Sachen im Rahmen der räuberischen Erpressung.